# Weilbach, Oberösterreich
Weilbach är en ort och kommun i Österrike. Den ligger i distriktet Ried im Innkreis i förbundslandet Oberösterreich, 220 kilometer väster om huvudstaden Wien. 
Kommunen består av 13 orter (Ortschaften) (inom parentes invånarantal 1 januari 2024):

- Detzlhof (28)
- Ellreching (85)
- Hinterweintal (18)
- Kirchberg (20)
- Kleinmurham (27)
- Klingersberg (19)
- Kölbl (48)
- Lindl (14)
- Neudorf (27)
- Oberweintal (17)
- Tal (20)
- Voitshofen (95)
- Weilbach (183)